# Водени бик
Водени бик, такође познат као tarbh-uisge на шкотском гелском, је митолошко шкотско створење слично манском tarroo ushtey. Генерално се сматра ноћним становником мочварних језера, обично је љубазнији од свог коњског колеге воденог коња, али има сличне амфибијске способности и способности мењања облика.
Наводи се да се водени бик размножава са стандардним говедима, а потомство им се може разликовати по малој величини ушију. Према неким митовима, телад водених бикова и обичних крава треба да се убијају при рођењу на било који други начин осим дављењем – не могу се убити дављењем – да се избегне катастрофа стада. Насупрот томе, у северним областима телад се сматра супериорним квалитетом.

## Етимологија
Лексикограф Едвард Двели преводи tarbh-uisge са шкотског галског као „водени бик, морски бик или крава“ са додатком „фабулоус“ унутар заграда. Келтски израз за бика се прилично доследно преводи као tarbh на шкотском гелском; tarroo је манска варијација, а тарв је велшки еквивалент. Uisge је шкотска галска реч за воду, реку или поток.

## Народна веровања

### Опис и уобичајени атрибути
Веровање у постојање водених бикова задржало се у Шкотској најмање до последње четвртине 19. века. Као и код многих митолошких бића, описи су непрецизни.
Водени бик је у стању да се мења у људски облик и живи на копну или у води. Може бити монструозна, злонамерна црна звер, посебно када се описује као tarbh-uisge, али не тако гадна као агиски или водени коњ. Такође може бити љубазан и понекад од помоћи. Разликује се од манског tarroo ushtey, који је вероватније становник мочварног подручја.
Као и у случају келпија и водених коња, већина митова о воденим биковима се односи на мужјаке те врсте. Повремено се помиње водена крава, као у Хајлендској причи смештеној у Бородејл на Скају, где се сматрало да водена крава живи у малом језеру. Сер Валтер Скот такође се позива на водену краву у једној причи.
Водени бик Манк који се пари са обичном кравом обично убија краву након што она произведе мртву и „грубу од меса и коже без костију“, док његов шкотски пандан производи живу телад чији је једини деформитет очигледан у њихове уши. Бикови сами немају уши и стога производе телад са само половичним ушима, које је фолклориста  Тире Џон Грегорсон Кембел описао као „уши на нож“. Водене краве које живе у Левербургу дају потомство са унакаженим гримизним или љубичастим ушима.
Фолклориста Џон Ф. Кембел је забележио причу испричану на Ајлеју, једном од острва Унутрашњих Хебрида, која показује колико је корисно имати воденог бика. Непосредно након што је обична крава родила теле, старија госпођа, касније идентификована као вештица, саветовала је пастиру да га држи одвојено од друге стоке, вероватно након што је приметила деформисане уши и посумњала да је реч о воденом бику. Она је наложила пастиру да гаји теле на млеку три различите краве и да га држи затворено у штали најмање седам година. Годинама касније, млада жена је пасла стоку у оближњем језеру када јој је пришао привлачан мушкарац. Започео је разговор са њом и недуго затим је пар сео на траву с његовом главом у њеном крилу, али док је заспао, открила је алгу уплетену у његову косу, знак да је он коњ за воду. Почела је да бежи назад на фарму. Њен удварач се пробудио, променио облик у свој прави коњски облик и појурио за њом. Док је жена трчала према фарми, вештица је викнула пастиру да пусти воденог бика из штале. Два створења су се борила док нису пала у море. Водени коњ се никада није вратио, али су остаци бика пронађени сутрадан.

### Хватање и убијање
Извештаји о хватању и уништавању ове звери су ретки, јер се генерално не сматра претњом. Године 1819. Џон Макалок, познати геолог, описао је како су становници у областима Лох Аве и Лох Ранох покушали да ухвате воденог бика тако што су овцу приковали за храст, али то није било довољно снажно. Друга прича описује фармера и његова два сина који лове воденог бика. Фармерова мускета била је напуњена сребрним новчићима од шест пенија јер се звер може убити само сребром.
Према стручњаку за келтску митологију Џејмсу Макилопу, зато што би телад водених бикова и обичних крава могла да донесу катастрофу стаду, требало би да буду убијена при рођењу; немогуће их је убити дављењем, па се морају користити друге методе. Насупрот томе, приче које је 1937. објавио свештеник Џорџ Сатерленд сугеришу да се ови хибриди сматрају супериорнијим у односу на говеда нормалног педигреа, на крајњем северу Шкотске.

## Порекло
Изгледа да је бик имао свету улогу у бројним келтским култовима. Келти су на животињу позитивно гледали као на слику плодности и обиља; једно племе, Таурини, чак је за себе усвојило име бика. Непознато је како је дошло до повезивања са воденим телима у облику воденог бика, али историчар и симболог Чарлс Милтон Смит сугерише да би таква митолошка бића могла да потичу од излива воде који се може формирати на површини Шкотска језера, која могу да одају утисак живог облика док се крећу преко воде.